# Estado Libre de Coburgo
El Estado Libre de Coburgo (en alemán: Freistaat Coburg) fue un estado de la República de Weimar. Surgió a partir del Ducado de Sajonia-Coburgo y Gotha tras el final de la Primera Guerra Mundial. Existió desde noviembre de 1918 hasta su unión con el Estado Libre de Baviera el 1 de julio de 1920.

## Historia
Con la abdicación del duque reinante, Carlos Eduardo, el 14 de noviembre de 1918, el Ducado de Sajonia-Coburgo y Gotha terminó tras la Revolución de noviembre. Se dividió en dos Estados Libres: Gotha, del Ducado de Sajonia-Gotha en el norte, y Coburgo, del Ducado de Sajonia-Coburgo en el sur. Ambos estados mantuvieron sus propias dietas y ministros, que habían heredado de la antigua monarquía. El 9 de febrero de 1919, se celebraron elecciones para los once escaños de la Asamblea Estatal de Coburgo. La Lista I del Partido Socialdemócrata de Alemania (SPD) recibió el 58,6%, mientras que la Lista II del Partido Nacional Liberal, el Partido Democrático Alemán (DDP) y el Partido de los Agricultores de Coburgo obtuvieron el 41,4% por ciento. Eso significaba que el SPD tendría siete escaños, dejando los cuatro restantes a los demás. El Presidente de la Asamblea del Estado sería un socialdemócrata, Erhard Kirchner. La Asamblea del Estado aprobó el 10 de marzo de 1919 la "Ley Temporal de Legislación y Administración del Estado Libre de Coburgo", la Constitución Provisional de Coburgo. El gobierno estaría dirigido por el Consejo de Estado de tres miembros, formado por Hermann Quarck (Nacional Liberal, anteriormente líder del Gabinete Ministerial de Coburgo) como presidente y dos diputados del SPD, Franz Klingler y Reinhold Artmann. La separación de las dos partes del antiguo Ducado finalmente se completó el 12 de abril de 1919, cuando se firmó un tratado estatal que cubría la gestión de la administración común de los Estados Libres de Coburgo y Gotha.

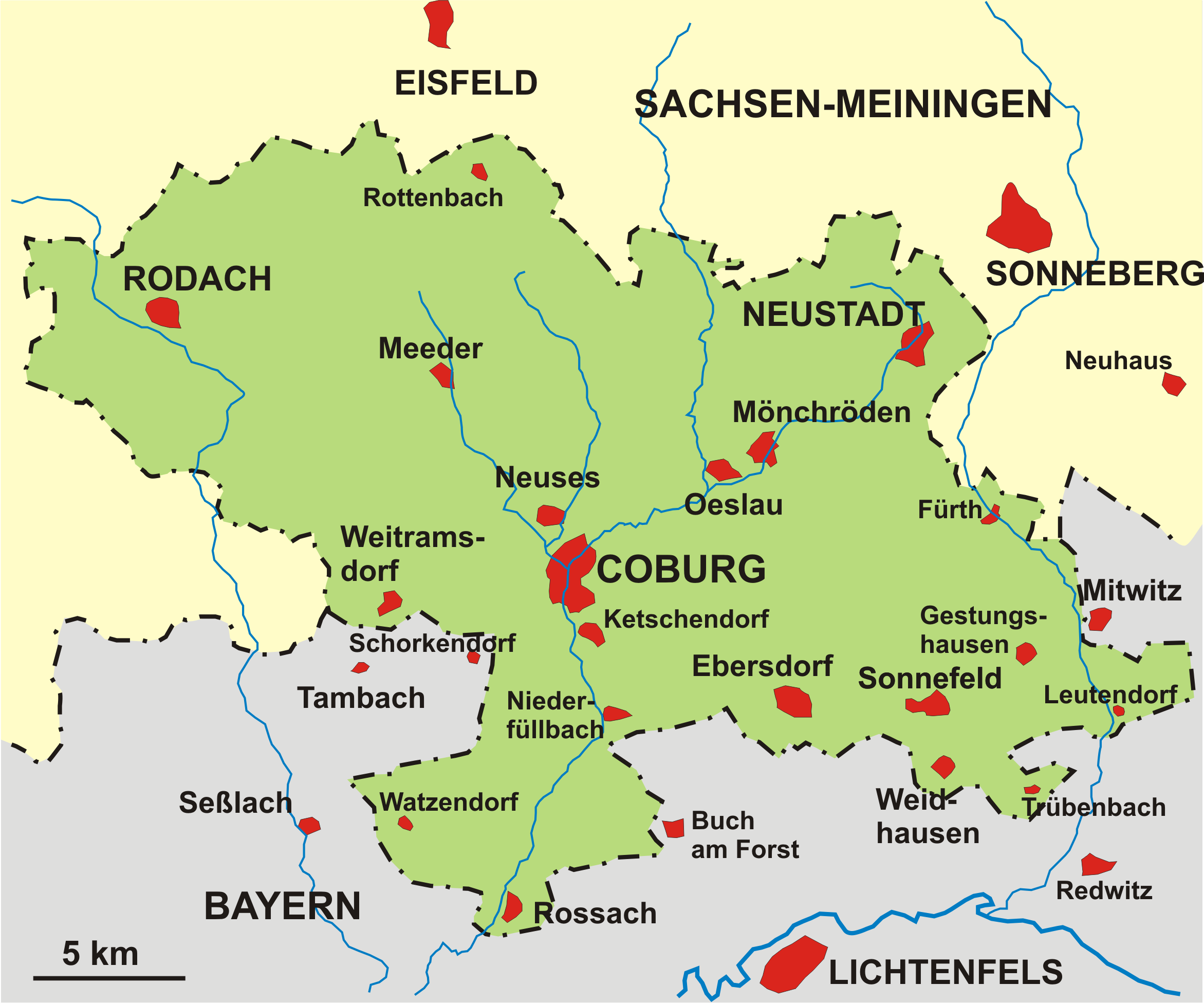
Mapa del Estado Libre de Coburgo.

El 7 de junio de 1919, el duque Carlos Eduardo finalizó el acuerdo con el Estado Libre de Coburgo sobre sus propiedades y compensación. Recibió 1,5 millones de marcos como compensación por sus siguientes propiedades: aproximadamente 4.500 hectáreas de bosques, numerosos edificios y propiedades individuales, así como los tesoros artísticos de Veste Coburgo, el museo del jardín del patio de Veste, su biblioteca personal, el Teatro Ducal, Schloss Rosenau y su finca, Veste Coburgo, Schloss Ehrenburg y los Archivos Estatales de Coburgo. Los tesoros artísticos de Veste, las colecciones de los museos del patio y el mobiliario del Schloss Ehrenburg serían propiedad de laCoburger Landesstiftung (Fundación del Estado de Coburgo), mientras que el resto iría al Estado Libre. Schloss Callenberg, con su finca y jardines, Schloss Eichhof y Schweizerei Rosenau siguieron siendo propiedad del duque con una superficie total de 533 hectáreas.
El Quarck Nacional Liberal, según la Constitución del 10 de marzo de 1919, ocupaba el cargo más alto en el gobierno y la administración. Fue tanto el presidente del Gobierno del Estado como el Jefe del Departamento de Estado. Después de que la fracción SPD, que tenía la mayoría en la Asamblea Estatal, nombrara a Reinhold Artmann para representar a Coburgo en el Consejo Estatal de Turingia (Junta Directiva para la Aplicación de la Ley), se reunió con Quarck en sus oficinas el 2 de julio de 1919. A esto le siguió el 11 de julio de 1919 una enmienda constitucional que abolió la unión personal del Consejo de Estado y la Asamblea. Franz Klingler fue nombrado entonces como el nuevo Presidente del Gobierno del Estado y Hans Schack (DDP) se convirtió en el miembro más reciente del Consejo de Estado de Coburgo. El liderazgo del Ministerio fue otorgado a Ernst Fritsch, un abogado administrativo, con el título oficial de Secretario.
Como los líderes políticos no consideraban económicamente viable el nuevo Estado Libre, buscaron la unión con otro estado. Por lo tanto, en marzo y mayo de 1919 se asumió que las conferencias con otros estados de Turingia crearían el estado de Turingia pero, en última instancia, no dieron como resultado un acuerdo que agradara a todas las partes. Junto a estas conferencias se iniciaron las negociaciones oficiales para una posible fusión con Baviera a mediados de junio y con Prusia un mes después. Sin embargo, Prusia ya había rechazado la unión propuesta ya en agosto. Pero Baviera se mostró receptiva a la fusión. A diferencia del Estado de Turingia, pudo hacer muchas concesiones, especialmente en lo que respecta a la preservación de las instituciones culturales de Coburgo.
El 30 de noviembre de 1919, finalmente se llevó a cabo el primer referéndum democrático en Alemania para determinar el futuro del Estado Libre de Coburgo. Con una participación de alrededor del 70%, el 88% de la población votó sobre la pregunta: “Soll Coburg dem Gemeinschaftsvertrag der thüringischen Staaten beitreten?” (¿Debe Coburgo unirse al Tratado Comunal de los Estados de Turingia?) con un "No" en la papeleta y por tanto a favor de la fusión con Baviera. Las razones de este resultado claro fueron múltiples. Por un lado, el pueblo siempre se había visto asociado más fuertemente a Franconia que a Turingia. Por otro lado, estaban influenciados por el hecho de que, durante la Primera Guerra Mundial, había que enviar comida a Turingia, así como por su adaptación significativamente mayor a las vistas de Baviera.

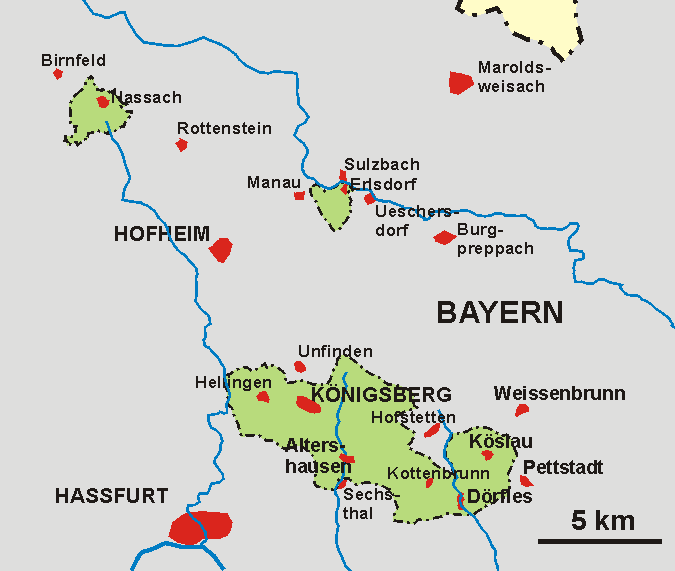
Mapa del enclave de Königsberg.

Con un nuevo tratado estatal firmado el 14 de febrero de 1920, se estableció la unión de Coburgo con Baviera. En él, Coburgo recibió garantías financieras para su Fundación Estatal, sus asociaciones comerciales agrícolas y forestales, su Cámara de Comercio , de la cual la sección de la Cámara de Comercio se convirtió en una nueva Cámara, el Hospital Estatal y el Landestheater Coburg. Además, Coburgo recibió como compensación por la pérdida del Ministerio de Estado el compromiso de un nuevo tribunal de justicia regional. El Estado Libre de Baviera se comprometía, por tanto, a asumir como máximo el 40% del déficit de Coburgo y el 75% del Hospital Estatal.
Por lo tanto, con la unión de los Estados Libres de Coburgo y Baviera el 1 de julio de 1920, llegaron a su fin casi 600 años de autonomía política del Coburgo. Según el Tratado de Estado, el Estado Libre de Coburgo sería asignado al Kreise, ahora Regierungsbezirk (distrito administrativo), de la Alta Franconia. El distrito de Königsberg, la ciudad de Königsberg, así como las comunidades de Altershausen, Dörflis, Erlsdorf, Hellingen, Kottenbrunn y Nassach, fueron enviados al distrito (Bezirk , ahora Landkreis) de Hofheim en la Baja Franconia (Unterfranken).
El Referéndum de 1919 y la posterior unión con Baviera tuvo consecuencias inesperadas en 1945 al finalizar la Segunda Guerra Mundial; el territorio del antiguo Estado Libre de Coburgo ahora se convirtió en parte de la Zona de Ocupación Estadounidense de Alemania, mientras que el lado de Turingia permaneció en la Zona de Ocupación Soviética y más tarde en Alemania Oriental hasta 1990.

## Gobernantes del Estado Libre de Coburgo
| Nombre | Nombre               | Asume el cargo | Deja el cargo | Partido | Partido |
| ------ | -------------------- | -------------- | ------------- | ------- | ------- |
|        | Reinhold Artmann     | 1918           | 1919          |         | SPD     |
|        | Franz Klingler       | 1919           | 1919          |         | SPD     |
|        | Hermann Quarck       | 1919           | 1919          |         | NLP     |
|        | Hans Woldemar Schack | 1919           | 1920          |         | DDP     |